# Peter Daenens
Peter Daenens (Brugge, 23 november 1960) is een voormalige Belgische atleet, die gespecialiseerd was in de lange afstand. Hij nam eenmaal deel aan de Olympische Spelen en veroverde op twee onderdelen drie Belgische titels.

## Biografie
Peter Daenens werd in 1979 vierde op de 2000 m steeple bij de Europese kampioenschappen voor junioren. Hij heeft nog altijd het Belgisch record voor junioren op die afstand in zijn bezit.
In 1982 werd Daenens voor het eerst Belgisch kampioen alle categorieën op de 3000 m steeple. Hij nam op dit nummer deel aan de Europese kampioenschappen van 1982 in Athene, de wereldkampioenschappen van 1983 in Helsinki en de Olympische Spelen van 1984 in Los Angeles. Alleen op de OS overleefde hij de reeksen en werd hij net als zijn grote concurrent William Van Dijck zevende in de halve finale. Hij zou dat jaar nog een laatste keer Belgisch kampioen worden.
Peter Daenens deed ook veel aan stratenlopen. In 1991 werd hij in de marathon van Londen Belgisch kampioen op die afstand.
Indoor behaalde Daenens in 1982 een achtste plaats op de 3000 m tijdens de Europese indoorkampioenschappen.
Voorts nam Daenens zonder veel succes eenmaal deel aan de wereldkampioenschappen veldlopen.

### Clubs
Peter Daenens was aangesloten bij Olympic Brugge, DC Leuven  en Algemene Brugse Atletiekvereniging.

## Kampioenschappen

### Internationale kampioenschappen
| Onderdeel      | Titel                 | Jaar |
| -------------- | --------------------- | ---- |
| 3000 m steeple | Universitair kampioen | 1983 |

### Belgische kampioenschappen
| Onderdeel      | Jaar       |
| -------------- | ---------- |
| 3000 m steeple | 1982, 1984 |
| marathon       | 1991       |

### Persoonlijke records
| Onderdeel      | Prestatie | Datum         | Plaats    |
| -------------- | --------- | ------------- | --------- |
| 5000 m         | 13.22,81  | 27 juni 1985  | Oslo      |
| 3000 m steeple | 8.20,7    | 22 juni 1984  | Heverlee  |
| uurloop        | 20.188 m  | 30 maart 1993 | La Flèche |
| marathon       | 2:13.16   | 21 april 1991 | Londen    |

## Palmares

### 3000 m
- 1982: 8e EK indoor in Milaan  – 8.01,21

### 5000 m
- 1985:  European Clubs Cup in London - 14.05,33
- 1987:  BK AC - 13.46,03

### 2000 m steeple
- 1979: 4e EK junioren in Bydgoszcz – 5.32,75

### 3000 m steeple
- 1982:  BK AC – 8.34,8
- 1982: 7e reeks EK – 8.28,64
- 1983: 10e reeks WK – 8.39,66
- 1983:  Universiade – 8.28,86
- 1984:  BK AC – 8.39,3
- 1984: 7e ½ fin. OS – 8.21,77

### 10 km
- 1981:  San Sylvestre Vallecana in Madrid - 30.28
- 1982: 4e San Silvestre Vallecana in Madrid - 30.29

### 15 km
- 1985:  Gasparilla in Tampa - 43.04

### 10 Eng. mijl
- 1987: 8e Antwerp 10 Miles - 49.09
- 1988: 10e Antwerp 10 Miles - 48.17
- 1988: 4e Den Haag - 47.19
- 1994:  Oostende-Brugge Ten Miles – 51.32

### halve marathon
- 1989:  City-Pier-City Loop - 1:03.02
- 1990:  City-Pier-City Loop - 1:03.32
- 1990: 4e Trosloop - ?
- 1990: 12e halve marathon van Milaan - 1:03.29
- 1992: 89e WK in South Shields – 1:05.18

### marathon
- 1989:  marathon van Parijs - 2:13.42
- 1990: 15e marathon van Parijs - 2:17.12
- 1991:  BK AC in Londen – 2:13.16 (28e overall)
- 1992: 18e marathon van Parijs - 2:15.54
- 1992: 10e marathon van Enschede - 2:20.10
- 1993: 13e marathon Rotterdam - 2:17.39

### veldlopen
- 1978: 22e WK junioren in Glasgow (7 km) - 23.43
- 1979: 58e WK junioren in Limerick (7,3 km)
- 1981: 152e WK in Madrid (12 km)